# Revolutionära socialistiska centralkommittén
Revolutionära socialistiska centralkommittén (Comité central socialiste révolutionnaire, CCSR) var en socialistisk politisk organisation på blanquistisk grund. CCSR grundades 1889 som en utbrytning ur Centrala revolutionskommittén (CRC) av boulangiströrelsen.
Marginaliserad i kölvattnet av de olika socialistpartierna stegvisa förening som slutar i bildandet av Franska sektionen av Arbetarinternationalen (SFIO), reduceras CCSR verksamhet till att upprätthålla minnet av Pariskommunens och blanquismens avlidna ledare, däribland Auguste Blanqui och Émile Eudes. CCSR upphörde före Första världskrigets början.